# Kvarntäkt
Kvarntäkt är en småort i Svärdsjö socken i Falu kommun i Dalarnas län.